# Торп (участок земли)

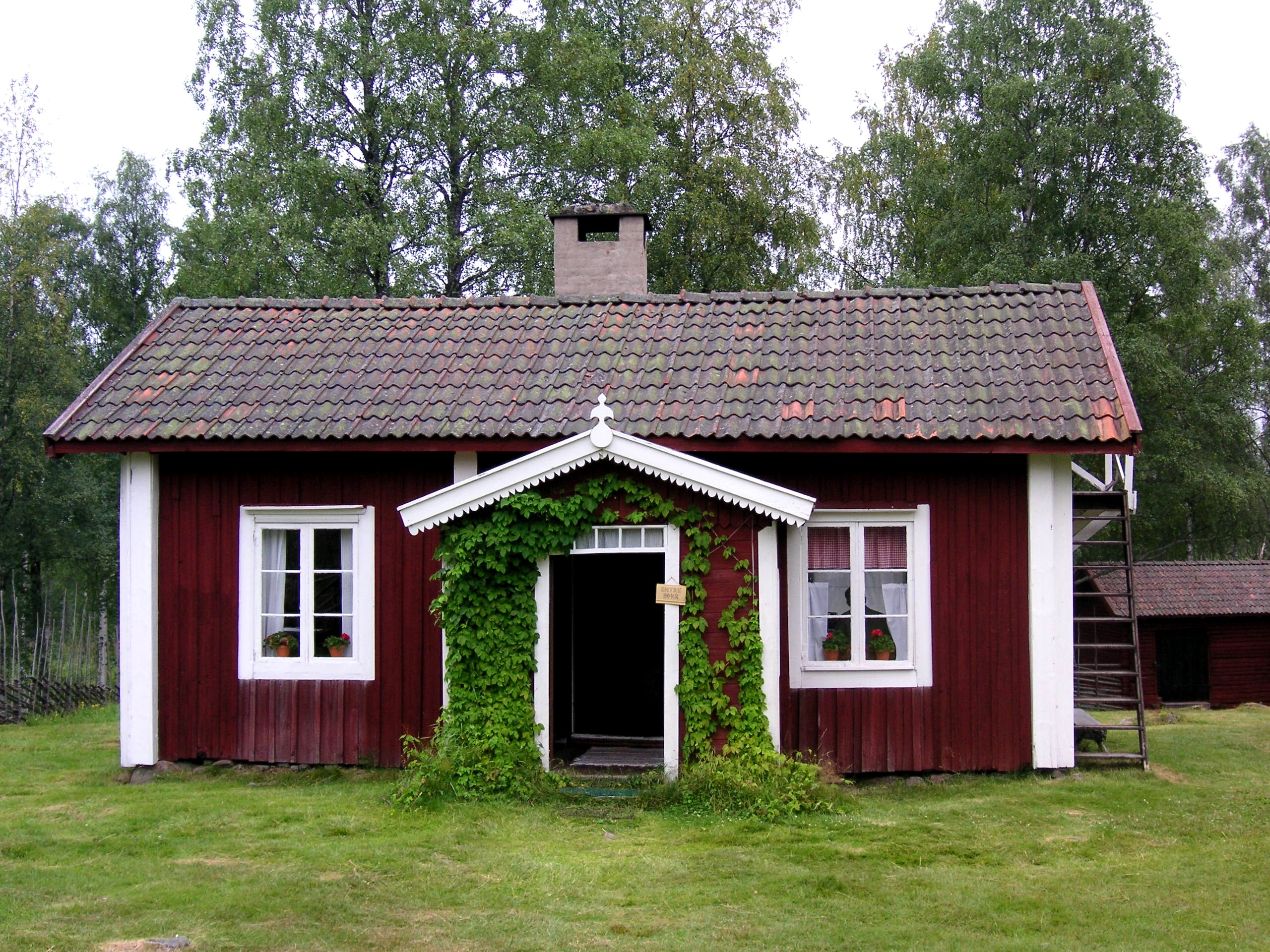
Типичный шведский торп

Торп (torp, др.-сканд. þorp, фин. torppa) — в Скандинавии небольшой участок земли с имеющимися на нём строениями и угодьями. Издавна использовался землевладельцами для отдачи в аренду с целью получения дополнительной рабочей силы. Арендатор, так называемый торпарь, возлагал на себя обязательство отработать на землевладельца определённое число подёнщин, в XIX веке около трёх в неделю.
Арендные контракты заключались пожизненно или на время не более 50 лет. При изменении владельца земли контракт оставался действительным. В некоторых случаях арендатор владел постройками, но не землёй.
На безземельных торпарей пытался опираться генерал-губернатор Финляндии Н. И. Бобриков во время русификации Финляндии в 1899—1905 годах.
В современной Скандинавии торпы используются горожанами как дачи.
Распространённая фамилия Торп происходит от этого слова. Также англ. thorpe и нем. Dorf (Дорф) имеют общее происхождение с «торпом».